# 隋

隋
隋

隋の領域

隋（呉音: ずい、漢音: すい、拼音: Suí [swěɪ]、581年 - 618年）は、中国の王朝である。魏晋南北朝時代の混乱を鎮め、西晋が滅んだ後分裂していた中国をおよそ300年ぶりに再統一した。しかし第2代煬帝の失政により滅亡し、その後は唐が中国を支配するようになる。都は大興城（現在の中華人民共和国西安市）。国姓は楊。開祖楊堅は後漢代の有名な官僚の楊震の子孫にあたるというが、これには疑義が多い（詳しくは楊堅#出自についてを参照）。

## 国号
隋という国号（王朝名）は建業者である高祖楊堅の北周時代の爵号である隨国公に因む。楊堅がかつて隨州の刺史に任じられたことで隋朝の名称の由来となった。この隨（国）は地名で現中華人民共和国湖北省随州市に名を遺しているが、唐の時代までは「隨」の略字として辵部（しんにょう、辶）を省いた「隋」と相互に通用され、さらにその「隋」から「工」を省いた「陏」の字が用いられることもあり 、その後、おそらくは中唐以降に「隨」と「隋」とは区別されて地名は「隨」、王朝名は 「隋」と固定したようである。その後、高祖楊堅が「隨」字に含まれる辵部に「走る」という字義があって前代迄の寧所に遑なく東奔西走した歴代を髣髴させるためにこれを去り、自らの王朝を「隋」と名付けたとする説、及び辵部には平穏に歩を進める字義がある一方で「隋」には供物としての肉の余りという字義があり、楊堅は改字によって却って王朝の命運を縮めたという附会説も行われ、これが宋朝の儒学者たちの儒教的史観による革命解釈に適合するものとして喜ばれたために、以降はこの楊堅改字説が定説となった。

## 歴史

### 隋の建国まで
楊堅の父の楊忠は北魏が西魏・東魏に分裂する際（後にそれぞれ北周・北斉が取って代わる）に宇文泰に従って西魏の成立に貢献し、大将軍を務め、随国公の地位を得ていた。
568年に楊忠は死去し、楊堅が大将軍・随国公の地位を受け継いだ。北周の武帝は宿敵の北斉を滅ぼし、さらに南の陳を滅ぼす前段階として北の突厥への遠征を企図していたが、578年に崩御した。武帝の跡を継いだ宣帝は奇矯な人物で、5人の皇后を持っていた。このうちの1人が楊堅の長女の楊麗華であり、楊麗華は宣帝の側室である朱満月が生んだ太子の宇文闡（後の静帝）を育てた。宣帝の奇行は留まるところを知らず、在位8カ月で退位して静帝に位を譲り、自らは天元皇帝を名乗って政務を放棄したため、静帝の後ろに立つ丞相の楊堅への声望が高まっていった。580年に宣帝が崩御すると、楊堅は静帝の摂政として全権を掌握した。これに反発する武川鎮軍閥内の有力者たちは楊堅に対して反乱を起こす。この中で最も大規模なものが尉遅迥によるもので、一時は楊堅の押さえる関中地域以外のすべてで反乱が起きるほどになったが、楊堅は巧みにこれを各個撃破して、北周内における覇権を確固たるものとする。
同年末に随国公から随王へと進み北周の兵権を与えられ、さらに581年に静帝より禅譲を受けて隋を建国した。
※これ以降は楊堅を諡（おくりな）の「文帝」で呼ぶ。

### 南北統一
既に北周武帝により南北統一への道筋は引かれていたが、慎重な文帝は細かい準備を丹念に進めた。当時、南朝陳では宣帝が北周末期より江北への進出を試みていたが、文帝は陳の間諜を捕縛しても衣服や馬を給して厚く礼をして送り返し、陳とは友好関係を保つようにしていた。582年、文帝は陳に対して討伐軍を送り出したが、この年に宣帝が崩御したこともあり、討伐を中止して使者を派遣して弔意を表して軍は撤退した。
北の突厥に対しては長城を修復して防備を固める。584年に突厥が北方で暴れると、文帝は長城を越えて突厥を攻撃し、その後文帝は突厥内部に巧みに介入して東西に分裂させた。
そして淮河と長江を結ぶ邗溝（かんこう）を開削して補給路を確保する。さらに、かつて南朝梁から分裂し、北朝の傀儡政権となっていた後梁を併合して前線基地を作る。また文帝は連年にわたり農繁期になると軍を南下させる気配を見せて陳軍に常に長江沿岸に大軍を配置させることを繰り返させることで人心を動揺させて収穫を減らさせ、さらに間諜を使って民家に放火させたりした。こうして陳の国力は急速に衰退し、また皇帝が宣帝の子の陳叔宝でこれが暗愚極まりない愚帝だったため、陳は内部からも次第に崩壊の色を深めた。
588年、文帝は陳への遠征軍を出発させる。この時の遠征軍の総指揮官が文帝の次男の楊広（後の煬帝）であり、51万8000という過大とも思える大軍の前に589年に陳の都の建康はあっけなく陥落し、陳の皇帝陳叔宝は井戸に隠れているところを捕らえられた。ここに西晋滅亡以来273年続いた長き動乱の時代が終結し、ついに中華は統一された。

### 開皇の治・文帝の治世

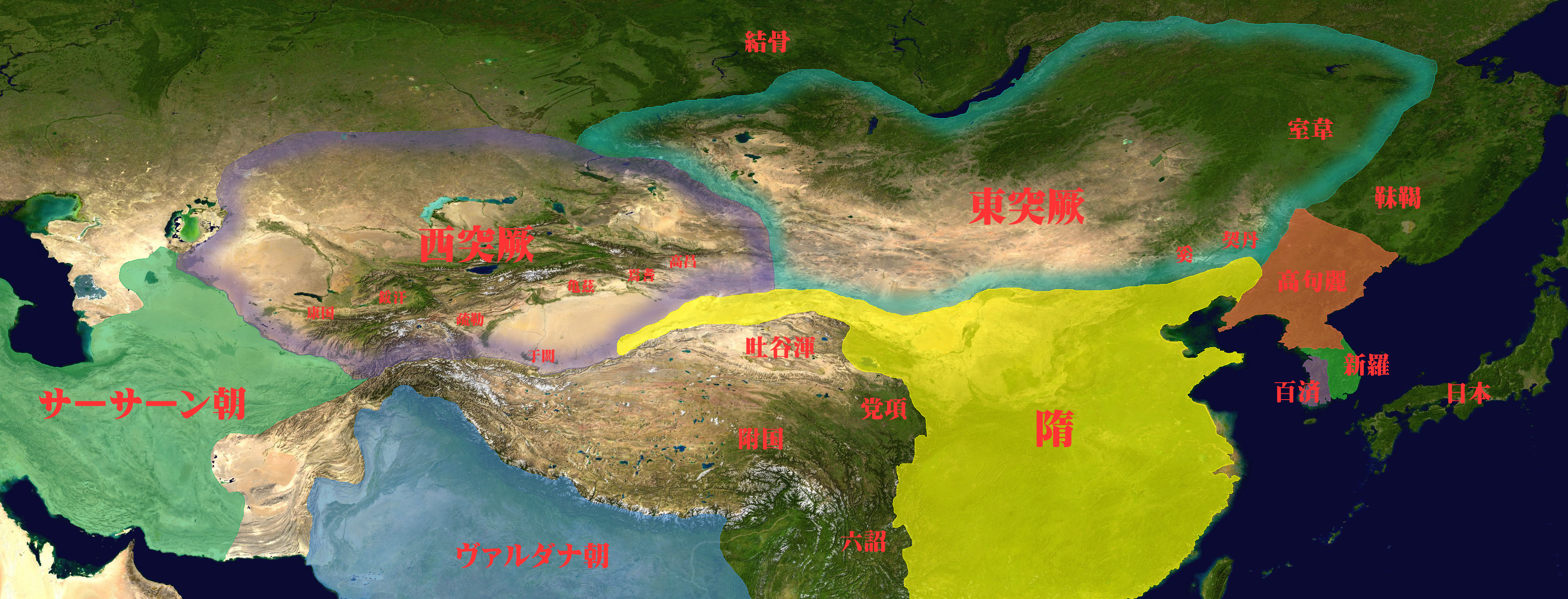
7世紀初めの隋と周辺国。

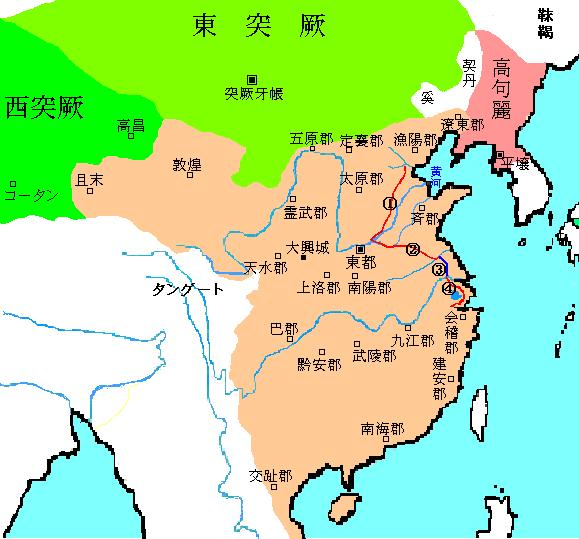
隋帝国〔煬帝時の領土〕と周辺国

前後して、文帝は即位した直後から内政面についても次々と改革を打ち出した。
『周礼』と鮮卑回帰政策を進めた北周の路線を改めて、北斉の制度も参照しつつ改革を行った。581年には新たな律令である開皇律令を制定した。この律令は晒し首・車折などの残酷な刑罰を廃し、律を簡素化してわかりやすく改めたものであり、後の唐律令はほぼこの開皇律令を踏襲したものである。官制にも大改革を加え、最高機関として尚書省・門下省・内史省（唐の中書省）の3つを置き、尚書省の下に文書行政機関である六部、即ち人事担当の吏部・財政担当の度支部・儀礼担当の礼部・軍政担当の兵部・法務担当の都官部・土木担当の工部の6つを設けた。その下に実務機関である九寺、またこれとは別に監察機関である御史台を置いた。地方についてもそれまでの州＞郡＞県という区分を止めて、州＞県の2段階に再編を行った。そして文帝の治績の最大のものとして称えられるのが、科挙（正式には貢挙）の実行である。南北朝時代では九品官人法により、官吏の任命権が貴族勢力の手に握られていた。科挙は地方豪族の世襲的任官でなく実力試験の結果によって官吏の任用を決定するという極めて開明的な手段であり、これを以って官吏任命権を皇帝の元へ取り返すことを狙ったのである。このように文帝によって整備された諸制度はほとんどが後に唐に受け継がれ、唐朝274年の礎となった。これらの文帝の治世をその元号を取って開皇の治と呼ぶ。
文帝の皇后の独孤伽羅は非常に我の強い女性で、文帝に対して「自分以外の女性と子供を作らない」と誓約させていた。これは当時の皇帝としては極めて異例なことであり、しかも独孤皇后は文帝の周囲を厳しく監視し、文帝がほかの女性に近付くことを警戒していた。文帝と独孤皇后の間には6人の子がおり、その長男の楊勇が初め皇太子に立てられていたが、楊勇は派手好みで女好きであり、質素を好む文帝・貞操を重視する皇后の両者から嫌われ、それに代わって両親の気に入るように振舞っていた次男の楊広が皇太子に立てられる。
604年、文帝は病に倒れた。この病床の間に楊広の本性を知った文帝は激怒して廃太子にした長男楊勇を再び太子にしようとした。しかしそれが叶う直前に文帝は崩御した。病死ともいわれているが、楊広に先手を打たれて右庶子の張衡に殺害されたともいわれる。

### 煬帝の治世

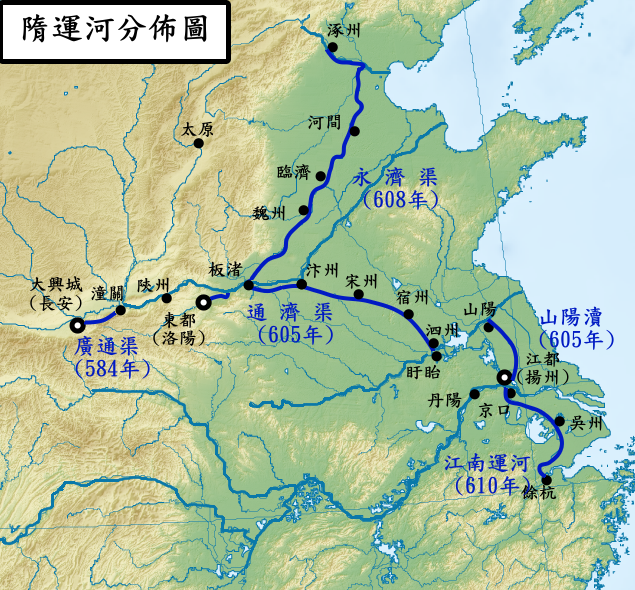
隋朝運河図

楊広は文帝の崩御により、煬帝として即位した。煬帝は即位後すぐに廃太子の楊勇を探し出して殺害し、さらに弟の漢王楊諒の反乱も抑えた。こうして兄弟たちを策謀によって殺害して競合相手を消した煬帝は質素を好んだ文帝とは対照的に派手好みで、父がやりかけていた大土木事業を大々的に推し進め、完成へと至らせた。主なものが東都洛陽城の建設と、大運河を大幅に延長して河北から江南へと繋がるものとしたことである。これらの大土木工事で河南諸郡の100万余の男女が徴発されて労苦に喘いだ。さらに大運河工事に関しても煬帝自身の行幸や首都に対する輸出入、軍隊の輸送などに使われて民間への便益は極めて薄かった。煬帝の派手好みは臣下にも広まり、風紀の弛緩を招いた。さらに煬帝は当時は従属していた突厥に備えるため、100万余の男女を徴発して長城の修築を行ない、この過酷な労役で多くの男女が命を落とした。煬帝が行幸を東西に繰り返したことも、国庫や民衆に多大な負担をさせるには十分だった。610年1月には洛陽で諸国の朝貢使節を招いて豪勢な接待をしたことも、民衆に多大な災難を招いた。

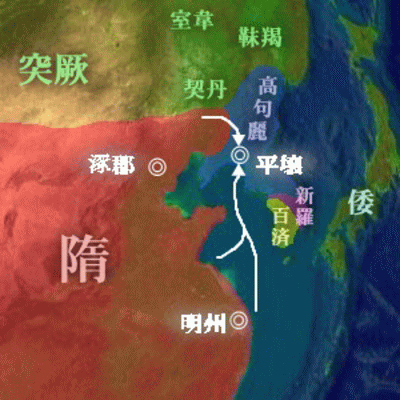
隋の高句麗遠征
隋の大陸統一により、脅威を感じた高句麗が隋の敵・突厥と結んで隋に対抗しようとする様子を見せたため、隋は100万に及ぶ大軍を起こし、これを3度にわたって攻撃した

611年、煬帝は文帝がやりかけていた高句麗遠征を以後3度にわたって行なった。612年から本格的に開始された高句麗遠征は113万人の兵士が徴兵される大規模なものであり、来護児や宇文述らが指揮官として高句麗を攻めた。しかし1回目の遠征は大敗し、さらに兵糧不足もあって撤退する。613年には煬帝自身が軍を率いて高句麗を攻めるが結果は得られず、614年に行なわれた3度目の遠征では高句麗側も疲弊していたこともあって煬帝に恭順の意を示したが、煬帝が条件とした高句麗王の入朝は無視され、煬帝は4回目の遠征を計画する。

### 相次ぐ反乱と群雄割拠、隋の滅亡

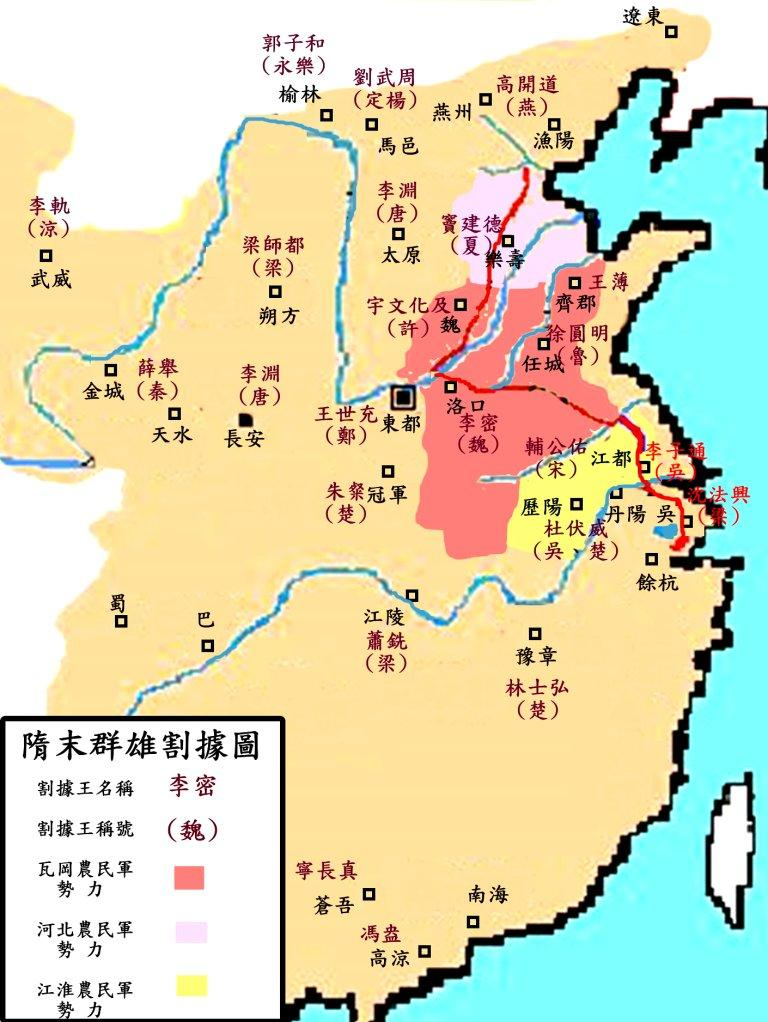
隋末の農民反乱地域と群雄の拠点

煬帝の施政による度重なる負担に民衆は耐えかね、遂に第2次高句麗遠征からの撤兵の途中にかつての煬帝の側近楊素の息子楊玄感が黎陽で反乱を起こして洛陽を攻撃した。これは煬帝が派遣した隋軍により鎮圧されて楊玄感は敗死したが、この反乱を契機にして中国全土で反乱が起こり出した。
これまで従属していた突厥は隋の衰退を見て再び北方で暴れだしたので、煬帝は自ら軍を率いて北方に向かうも突厥軍に敗れて洛陽に撤退。この敗戦が更なる引き金となり、616年には反乱が各地でピーク状態に達した。やがて反乱軍の頭領は各地で群雄として割拠し、楊玄感の参謀を務めていた李密（北周八柱国の李弼の孫にあたり、関隴貴族集団の中でも上位の一人。楊玄感の敗死後に、洛口倉という隋の大食料集積基地を手に入れることに成功し多数の民衆を集めた）、高句麗遠征軍から脱走し、同じ脱走兵たちを引き連れて河北に勢力を張った竇建徳、そして隋の太原留守であった李淵（後の唐の高祖）などが独立勢力となった（隋末唐初の群雄の一覧）。
この反乱に対して煬帝は最初は鎮圧に努めたが、その処理が反徒の殺戮政策という過酷なものだったため、却って逆効果を招いた。激しくなる反乱の中、もはや隋軍では対処し切れなくなり、煬帝は江都に行幸してここに留まり、反乱鎮圧の指揮を執った。しかし煬帝が南方に行幸したことは実質北方を放棄して逃走したも同じであり、北方の反乱はますます激しくなり、遂に李淵により首都大興城までもが落とされてしまう。大興城を掌握した李淵は首都に不在であった煬帝の退位を宣言し（表面上は煬帝を尊んで太上皇としている）、煬帝の孫の楊侑（恭帝侑）を即位させた。
このような事態にもかかわらず、江南に腰を据えた煬帝は次第に酒と宴会に溺れて国政を省みなくなり、遂には諫言や提言する臣下に対して殺戮で臨むようになって全く民心を失った。だが、煬帝に従って江都に赴いていた隋軍は多くが北方の出身者であり、重臣の宇文化及はこうした情勢の中でついに煬帝を見限り、反煬帝勢力を糾合して618年に謀反を起こし、煬帝を縊り殺した。こうして政権を奪取した宇文化及は、煬帝の甥（煬帝の弟の秦孝王楊俊の子）の秦王楊浩を皇帝に擁立し、江都の隋軍を率いて北へと帰還しようとしたが、李密に阻まれて魏県に逃れた。そこで皇帝楊浩を毒殺し、国号を許として自ら皇帝に即位する。しかし、天寿2年（619年）に竇建徳に敗れて殺害され、許の政権は崩壊した。
また、東都洛陽の留守を任されていた煬帝の孫の越王楊侗は大業14年（618年）の煬帝の死を受け、隋臣の王世充・元文都・皇甫無逸らに擁立されて皇帝に即位した。これが恭帝侗（皇泰主）である。しかし619年に王世充が恭帝侗に禅譲を迫り、自ら皇帝に即位して鄭を立国した。
その一方で、煬帝の死を聞いた李淵は、恭帝侑から禅譲を受けて唐を建てた。
こうして煬帝は殺害され、煬帝の後継者として隋の正統を名乗った恭帝侑、恭帝侗、秦王楊浩も、それぞれ李淵の唐、王世充の鄭、宇文化及の許に簒奪されたため、隋は完全に滅亡した。なお、煬帝の「煬」の文字は、「天に逆らい、民を虐げる」という意味を持ち、李淵が贈った諡である。
なお、煬帝の孫の一人である楊政道（斉王楊暕の遺腹の子）のみ、唯一生き延びた。彼は突厥の処羅可汗の庇護を受けたが、630年、突厥が滅亡すると、楊政道は唐に帰順して、官職を賜った。楊政道には楊崇礼（隆礼）という子がおり、煬帝の曾孫である。楊崇礼の子女が、楊慎余・楊慎矜・楊慎名の三兄弟で煬帝の玄孫にあたる。特に次男の楊慎矜が兄弟の中でも優秀であったが、747年に隋の復興を企てていると讒言があり、自殺に追い込まれた。妻子は嶺南に流刑に処された。楊慎余と楊慎名も自殺に追い込まれている。
他に煬帝の皇女が唐の第2代皇帝李世民の妃の一人となり、李恪・李愔の2男を儲けた。李恪の子孫は少なくとも昆孫の代、李愔の子孫は少なくとも孫の代まで存続し、女系ではあるが隋皇族の血筋はしばらくは保たれている。

## 政治

### 律令
律令は基本法典として定められた律（刑法）令（行政規定）格（追加規定）式（施行規定）に基づいて国家を運営する体制で、刑法、衛禁、服務、戸婚、後述の均田制や府兵制などもこれによって定められている。隋は政治的には北周を継承したが、律令制度は、混乱を招いた『周礼』を基にした北周のものではなく、梁を基礎とした北斉のものを模範とした。北斉の『河清律令』が基とされる。583年に高熲や蘇威の貢献が大きい開皇律令を規定した。律・令を補う法制としての格・式も隋代において完成した。また、残酷な刑罰の廃止や律の簡素化などの改革が行われた。律令は本来皇帝の代替わりごとに修正公布されるもので、煬帝が即位すると大業律令を定めた。大業律令にも大幅な改革が加えられていたが詳細は判明しない。

### 官制
唐代の律令官制の中央行政機関である三省六部は、開皇律令で既に完成しており、三省（中書省・門下省・尚書省）、六部（吏・戸・礼・兵・刑・工）、九寺（鴻臚寺など）、一台（御史台）という。ただし隋では「刑部」を「都官」、「戸部」を「度支」とするなど官名が一部異なる。
地方官制としては、州・郡・県の三級制から州・県の二級制（州県制）へ改革した。これは地方長官が任命していた州県官を中央からの派遣に改めて兵権を取り上げることで、門閥貴族を抑圧すると同時に中央集権化を進めた。

### 科挙制度
三国時代の魏以来、官制としては九品官人法が使われていたが、この制度は家格の高低によって郷品が決められてしまう問題があったため、文帝の時代の地方官制改革と共に廃止された。そのかわりに導入されたのが科挙制度即ち科目別の試験制度である。宮崎市定によると587年に試験が開始され、及第者には高等官となる資格が与えられて科挙の起源となった。ただし、当時の科挙の合格者は毎年数名程度であった。

### 宗室
宗室は終始冷遇された。このことは、楊堅と仲が悪かった弟の楊瓚が「どうして一族を滅ぼすようなことをするのか」と発言し、楊堅の甥にあたる楊智積が臨終の床において「わたしは今日はじめて首を保ったまま死ぬことができると知った」と語ったことから、それが現れている。

## 軍事
軍事制度の面では、隋は諸衛を分置し、軍府宿衛の制度は西魏や北周の十二大将軍制に由来している。司衛、司武官を設置し、府兵は宮殿の警備を担当した。また、武侯府が京城の警備を担当し、各地に上大夫を配置した。隋初期、文帝は北周の制度を踏襲し、中央の管理機関として十二衛を設置した。これが後の十六衛の前身となる。十二衛は左右翊衛、左右驍騎衛、左右武衛、左右屯衛、左右候衛、左右御衛に分かれ、戍衛と征戦の任務を負った。戍衛は内衛と外衛に分かれ、戦時には皇帝の命令で行軍元帥や行軍総管が戦時指揮官となり、作戦組織が編成された。例えば、隋が陳を滅ぼす戦いでは戦区が広いため、行軍元帥として楊広、楊俊、楊素が任命され、楊広が調整を行った。隋と突厥との戦いでは李晃が行軍総管に任命され、隋と吐谷渾との戦いでは梁遠が行軍総管となった。戦闘後、総管はその職務を終え、軍隊を地方の総管に返還した。大業3年（607年）には煬帝が十二衛を拡大し、衛統府制度を設け、軍事力の強化、中央の侍衛力の強化、将軍の権限分散を図った。衛統府は十二衛と四府を合わせて十六衛（または十六府）と呼ばれ、新たに設置された四府は左右備身府と左右監門府であった。十二衛は府兵の指導と京城の宿衛を担当し、四府は府兵を統括せず、左右備身府は皇帝の侍衛を、左右監門府は宮殿の門禁を担当した。十二衛は外軍を指揮し、左右翊衛の驍騎衛軍、左右驍衛の豹騎軍、左右武衛の熊渠軍、左右屯衛の羽林軍、左右御衛の射声軍、そして左右候衛の佽飛軍が含まれた。左右翊衛は内軍も指揮し、内軍は親、勛、翊の三衛が統括する五軍府や東宮に所属する三衛三府の兵からなり、これらの兵は全て達官の子弟が担当した。
文帝はまた、全国をいくつかの軍事区に分け、それぞれに総管を任命し、地域の軍事を担当させた。平時は辺防に備え、戦時には出征することになった。総管には総管府が設置され、上中下の三等に分けられた。また、四大総管が設置され、晋王楊広が並州を、秦王楊俊が揚州を、蜀王楊秀が益州を、韋世康が荊州を担当した。隋では30～50の総管が設置され、長安を中心に東西南北の四大軍区が編成され、各州を守備して外敵から防御した。特に北部の辺境地帯が重視され、要害を守るための配置がなされた。軍区は、北部と西北部の八府（突厥汗国防御）、東北部の七府（突厥汗国と契丹防御）、中西部の八府（畿輔の守護、江源の扼守）、東南部の九府（南方の要所）、また吐谷渾を防御する疊州や、鎮爨族を防御する南寧などが含まれた。後に唐も同様の制度を採用し、これを「道」の軍区や監察区として発展させた。
文帝は府兵制にも改革を加え、北周の官職品級制度や文官武将を一つの等級体系に統合した。590年には将軍戸を民戸に編入する命令を出し、軍人は自身の軍籍に加えて家族も現地の戸籍に登録され、均田制に基づいて土地が与えられ、租庸調が免除された。また、規定に従い、軍人は順番で京城の宿衛を行ったり、他の任務に就くことが求められた。この命令により中央政府の経済的負担が軽減され、軍人は家族と一緒に住むことができ、また兵源が拡大された。この仕組みは兵農合一と称され、隋朝の大きな改革の一つとなった。

## 経済
税制としては、隋は北朝以来の均田制を継承しながら租庸調制を確立した。

## 文化

### 学術思想
文帝前期は儒仏道思想の調和を主張し、質実な文学を提唱し、南朝の華麗な文学思想に反対した。儒学を奨励し、儒家の学説を治国のために不可欠な地位に引き上げ、学問と礼儀を勧めた。各地で学校が次々に建設され、関東地方では学者が多く、儒学が一時盛んになった。南北朝時代の儒学派閥は異なり、経典の解釈にもそれぞれに規範があり、隋朝時代には統一された経典が存在しなかったため、科挙制度の明経試験では依然として困難があった。文帝の晩年には、刑法を重んじ、仏教を助けて儒学に反対する姿勢を示した。601年、文帝は学校が多すぎて質が低いため、すべての学校を廃止し、京師の国子学だけを残し、その名額を70人に限定するよう命じた。劉炫が上書して諫言したが、文帝はこれを聞き入れなかった。同時に、寺塔の建設を5千余所命じた。隋煬帝の時代には学校が復活したが、儒生の地位は依然として改善されなかった。この時期に最も著名な儒生は劉焯と劉炫で、二人は学識が豊富で、当時の儒生に尊敬されていた。しかし、劉炫は文帝が書籍を購入する機会を利用し、偽造した書物を百余巻作成し、『連山易』や『魯史記』などのタイトルをつけて物品を騙し取った。劉焯も経済的な問題で名声が悪化した。文帝の晩年に仏教を助け儒学に反対する行動を取ったことで、多くの儒生が後に隋末の民間反乱に参加することとなった。
王通は隋末の大儒で、隋の著名な思想家であり、諡は「文中子」である。彼は、執政者は徳を先にし、刑を後にすることによって人民の心を服させるべきだと主張した。また、儒道仏三教は互いに排斥するのではなく、共存すべきだと考えた。さらに、天人の事は天地人三才に分かたれないという思想を提唱した。彼は『太平十二策』『続六経』（または『王氏六経』）や『文中子中説』を著した。彼の孫子である王勃は初唐の四傑の一人であり、彼の弟子である魏徵も唐朝初期の名臣であった。王通の学説は、後の宋代の理学に深い影響を与えた。
仏教思想は大部分が唯心主義であり、特に盛んな天台宗は止観説を主張し、禅宗は頓悟説を主張した。止観はまた寂照、明静とも呼ばれ、すべての外界の事象や妄念を止め、特定の対象に集中して、その対象に対する正しい智慧を生み出すことを主張する。頓悟は「明心見性」の法門であり、これは即座に悟りを開くことを主張する。修行方法を正しく行うことによって、迅速に要領を悟り、正しい実践を指導し、成果を得ることができるとされる。

### 文芸、詩学と音韻学
隋は短命で、中国文学に与えた影響は大きくない。浮華な文風の改革を求める声があったが、その後の発展は途絶え、古文運動が成功を収めるのは中唐時代に入ってからであった。この時期には音律学を研究する著作もあり、散文や詩歌も一定の水準に達していた。南北朝時代には、南朝の文学は声律や華やかさを重視し、北朝の文学は質実剛健で実用的であった。しかし、南朝の華麗な文学は非常に強い影響力を持ち、煬帝の好みによって宮廷詩歌として受け入れられた。隋の時代、南北の著名な文士は、全体で十数人に過ぎなかった。584年、文帝は質実な文学を求める命令を出した。北朝の文学では、楊素の「出塞詩」が戦争の体験を反映し、盧思道の「從軍行」や薛道衡の「豫章行」が征人や思婦の実感を表現していた。煬帝は南朝の華麗な文学を奨励し、その豪華さに心酔していた。「三幸江都」や「好為吳語」「貴於清綺」「宜於詠歌」という南朝文学は、煬帝の好みにぴったり合っていた。煬帝は文学にも造詣が深く、最も有名なのは『江都宮樂歌』である。詩文を作る際には、南朝の名士である庾自直に評価させた後に発表しており、南朝文学の強力な推進者であったことがわかる。杜正藏が著した『文章體式』は南朝文学を学ぶために有用で、これを「文軌」と呼んだ。さらに、高句麗や百済でも杜書を学び、『杜家新書』と呼ばれていた。このため、南朝文学は外国にも広まり、強い影響を与えた。
史学において、隋以前の史書は、政府によるものや民間の人々によるものがあった。これらの史書は思想が比較的自由であり、品質も良かったが、公式の史官による記録は得られにくかった。593年、文帝は民間での国史の私撰を禁止し、人物評伝の執筆も禁じた。この後、国史の編纂は皇帝の専権となり、隋における史学の発展を制約し、その後の歴史学に大きな影響を与えた。国史館による国史専修の制度が確立され、後の政府による前朝の紀伝体国史編纂の先駆けとなった。また、民間の歴史家はより開拓的な歴史学の分野に転向し、新たな史書の体裁を創出した。隋の類書（現在の百科事典に近いもの）としては、虞綽の『長洲玉鏡』、虞世南の『北堂書鈔』、諸葛穎の『玄門宝海』などがある。『長洲玉鏡』は精緻に編纂され、事例を豊富に採り入れつつ重複を避けたという点で優れていた。
南北文化の融合により、音韻学と目録学の成果は特に顕著であった。開皇初年、顏之推、蕭該、長孫納言ら8人が陸法言と共に音韻学を議論し、各地で声調に大きな違いがあり、南北で韻の使い方が異なることを確認した。それまでの韻書は韻の定義が不完全で、誤りが多かった。陸法言はその議論の要点を記録し、601年に『切韻』5巻を完成させた。この書は書面での声韻を統一し、当時の漢語の音声を反映したもので、中国最初の音韻書である。この音韻体系は後世の『広韻』や『集韻』などに保存されている。目録学においては、隋代には仏教の『大隋眾経目録』、道教の『道経目録』、費長房が編纂した『歴代三宝記』、釈彦琮が編纂した『隋仁寿年内典録』などが有名である。隋は南北朝の全ての書籍を37万巻収集し、『隋大業正御書目録』を編纂した。唐代の魏徴はこれを基に『隋書・経籍志』を編纂し、隋以前の著作をまとめた。この目録学における位置は班固の『漢書・芸文志』と同じく、非常に重要である。

### 宗教
南北朝以来、仏教・道教・儒教は三教として総称され、思想の領域で主導的な地位を占めていた。文帝は宗教と儒学の調和を主張し、三教を平等に扱う戦略を採用し、儒教、仏教、道教が国を治めるのを相補う形で容認した。ペルシャで広まったゾロアスター教も中国で広く伝わった。
隋の時代、仏教は盛んになったが、これは皇帝と仏教の関係が深かったためである。北周の武帝が仏教を滅ぼす際、智仙神尼は楊家に隠れ、文帝が後に皇帝となり仏法を復興するだろうと予言した。文帝は自分が仏の加護を受けていると信じ、「私は仏法によって興る」と宣言し、積極的に仏法を推進した。晩年には儒学を排除し、仏教が隋朝の国教となった。581年、文帝は隠居している僧侶を招いて仏教徒に「国のために道を行え」と呼びかけ、人々が出家するのを許可した。煬帝の時代にも、朝廷は仏教に積極的な支援政策を取り、煬帝は天台宗の開祖の一人である智者大師（智顗）に戒を受けさせ、仏門に入った。しかし、皇帝は仏教を厳格に統制し、江南の仏教に影響力のある人物を揚州に集め、支配し、「沙門は王者に敬礼せよ」と命じた。
当時の主流の仏教宗派には天台宗、三論宗、三階教があった。天台宗は「教」と「観」の二つを極限まで発揮し、円満に統合することを重要視し、法界は無相であり、万物は一体であると考えた。主要な修行法は止観であった。三論宗は『中論』『十二門論』『百論』を研究していたことで知られており、世間と出世間のすべての法は多くの因縁の集合であり、さまざまな要因と条件が結びついてできたものであると主張した。隋では寺院や塔が5000余り建てられ、仏像が数万体造られ、数万冊の仏経が翻訳され、儒教の経典よりもはるかに多く流布された。文帝は仏教を熱狂的に崇敬し、初めの二回だけで各州に建てた仏塔は83基にも及び、その中でも大興善寺が最も有名であった。また、金銭を使って仏像を作り、京師や大都市の仏寺に対して、四十六の蔵経を作成し、十三万巻の経典を写経し、四百部の古経を修復した。隋煬帝は旧経の修復を612蔵、2万9千余部を行い、翻経館を設立して翻経学士を任命し、経典の修復と新たな本を作成するよう命じ、九十部、五百十五巻の経典を訳した。
道教は南北朝時代に南北天師道の二派に分かれ、隋に入るとお互いに交流を始めた。茅山宗は道教の主要な宗派となり、その伝道範囲は南方から北方へと広がり、元始天尊はこの時期に最高の神として奉られた。文帝は道教を非常に尊重し、楼観宮を再建し、道士120人を度し、自ら道場を訪れた。開皇の年号は道教の経典にある「天地開劫」に由来している。隋廷は道教の士人に道徳経を兼通させることとし、崇玄学と玄学博士を設置し、定期的に道書を宣講し、道書の整理を行うよう命じた。文帝は仏教を崇信していたため、隋代の道教は仏教ほど盛んにはならなかった。この時期の道士は朝廷の変動に際して符命を使って参加し、道士張賓は隋朝の建国を助けた。そのため、文帝は道教を非常に尊重し、張賓、焦子順、董子華などの道士を大いに登用した。
煬帝も道士に対して礼遇し、即位前には道士王遠知に手書きの書簡を送り、「道は多くの妙を得、法の体は自然であり、二儀を包み、万物を混成する。人が道を弘めるなら、道は虚しく行われることはない」と語った。煬帝は東都や西都に住んでいるか、遊歴している際には常に僧侶、尼僧、道士、女官（女冠、女道士）を伴い、これを「四道場」と呼ばれた。金丹術は煬帝により推崇され、多くの道士が長生不死の薬を作る技術を持ち、信任を得た。嵩山の道士潘誕は六年間金丹を作ろうとしたが成功せず、潘誕は童男女の胆汁と骨髄を三斛六斗用意すれば作成できると説明したが、煬帝は怒り、潘誕を殺害した。しかし、金丹を作る技術は隋唐時代の医学や化学の発展を促進した。道教修練の中で非常に重要な「内丹」の概念もこの時期に形成され、青霞子蘇元朗は「帰神丹於心煉」を提唱し、「性命双修」を奨励して内丹術理論の発展を促進した。彼は心身の全面的な修練を内丹修練の中心として強調した。一方、葛洪の金丹術は後に外丹と呼ばれるようになった。当時、道士の間では辟穀術（穀物を食べず、水や寒食だけで過ごす修行法）が流行しており、煬帝は辟穀術に長けた道士徐則を宮廷に呼び、辟穀術に優れた建安の宋玉泉、会稽の孔道茂、丹陽の王遠知などの道士を尊敬した。
祆教、すなわちゾロアスター教は、ペルシャのゾロアスターによって創立された。ペルシャや西域の諸国で広まり、北魏時代にソグド人（粟特人）によって中国に伝わり、隋朝では祆教を管理するための薩保官が設置された。宇宙は光明の神アフラ・マズダーと暗黒の神アンラ・マンユが戦っていると考え、火は善神を象徴し、火を拝む。主神は中国で「胡天」「天神」と呼ばれ、その主要な経典は『アヴェスター』である。

### 芸術
隋の時代、政教の関係から絵画が重視された。隋の絵画は人物や神仙の物語を中心に描かれ、敦煌の莫高窟の絵画芸術は皇室の仏教支持と深い関係があった。展子虔は董伯仁と並び称され、東晋の顧愷之、南朝齊の陸探微、南朝梁の張僧繇と共に前唐四大画家として名を馳せた。展子虔は北齊、北周、隋を経て、隋では朝散大夫を務め、後に帳内都督に任命された。仏教画『法華経変』、風俗画『長安車馬人物図』を描いたが、いずれも伝わっていない。元朝の『画鑑』では、展子虔は唐絵画の始祖とされている。彼が作ったとされる山水画『遊春図』は、輪郭を描き、青緑を多く使用した。透視図法が合理的に使用され、遠近関係や山や木、人物の比率に配慮されており、限られた空間の中で千里の風景を表現したと言われている。これにより、「人物は山より大きく、水は広がらない」という空間処理の問題が解決された可能性がある。于闐の画家尉遅跋質那は、西域の人物画を得意とし、当時「大尉遅」と呼ばれていた。彼は陰影を巧みに使い、いわゆる「凹凸法」を得意とし、その後の絵画に大きな影響を与えた。隋の書道は巧みに整えられ、力強さがあり、規矩を離れることはなかった。初唐の書道家たちの風格が、この時期にすでに形成されていた。著名な書家には丁道護、史陵、智永がいる。墨跡としては『千字文』や写経があり、隋代の書道は碑刻が主流で、『龍蔵寺碑』、『啓法寺碑』、『董美人志』などの碑刻がその書法の特徴を示している。隋末唐初には書道家の虞世南が登場し、欧陽詢、褚遂良、薛稷とともに「唐初四大家」と称された。
隋の音楽は北朝の胡漢民族の音楽や南朝の宋、齊、梁の音楽の影響を受け、宮廷の音楽には「胡声」が混じっていた。隋が南朝陳を滅ぼした後、清商署を設立して音楽を管理した。隋煬帝の時代には、清楽、西涼、龜茲、天竺、康国、疏勒、安国、高麗、礼畢の九部の音楽が設置された。当時の楽器には曲項琵琶、箜篌、答臘鼓、羯鼓などがあり、これらはすべて西北の異国から伝わったもので、音階はすでに五音ではなく七音であることが認識されていた。万宝常と何妥は隋の著名な音楽家で、何妥は何国（現在のウズベキスタン）出身で、哲学にも長けていた。592年には国子博士に任命され、正楽の制定を命じられたが、当時、重臣たちは議論を交わしても決着がつかなかった。最終的に何妥は巧妙に文帝に黄鐘宮を採用させ、争いを解決した。何妥はまた、煬帝のために「何妥車」を作り、著書に『楽要』や『周易講疏』がある。万宝常は『楽譜』を著した。文帝は胡音や南朝の「亡国の音」に悩まされ、正楽の制定のために牛弘、辛彥之、何妥らを集めて音楽を整え、これにより隋の国楽が生まれた。当時、重臣の鄭譯、蘇威、何妥らが長時間討論したが、結論は出なかった。万宝常は意見を述べたが、身分が低かったためその提案は採用されなかった。しかし彼は文帝の許可を得て、「水尺律」を用いて楽器を調整した。万宝常は野心を抱いていたが、一部の権力者の嫉妬を受け、思うように成就できずに死去した。彼の音楽は当時「西域の音楽、四夷の音楽であり、中士が行うべきではない」と言われた。『隋書・音楽志』では八十四調が誤って鄭譯の理論とされているが、実際には万宝常の研究成果である。

### 科学技術
隋は北朝と南朝の科学知識を継承し、その科学技術の成果は天文学、暦法、数学、博物学、建築学、医学などに表れた。隋朝の数学は発展し、当時の士人は皆、簡易な九数（数学における九分野）を学び、国子監（大学）には算学（数学系）が設置された。専門の数学者の養成も隋から正式に始まった。隋の暦法は前の朝代よりも精密で、600年に劉焯は北朝の張子信のデータを使い、歳差を76年で1度と測定し、既にほぼ正確な値に近づいていた。604年には『皇極暦』を制定し、日行盈縮、黄道月道の損益、日月食の回数や位置などが以前の暦法よりも精密になり、「等間隔二次内挿法」の公式も提案した。『皇極暦』は過去の暦法よりも精度が高かったが、実施されることなく排斥された。しかし、後の暦学に新たな基準を提供した。定朔法や定気法も劉焯の創見である。
文帝は南朝陳を平定した後、南朝の渾儀、渾天象、天文図籍を長安に集め、庾季才に命じて南朝の周墳と共に各家の星官を参照し、星図を作成した。周墳や袁充などは太史局で星象に関する知識を教えた。隋の丹元子は、東晋の陳卓が定めた星宮に基づいて、天上の星々の歩位を編纂し、七字長歌の形式で『歩天歌』を作り、簡単な文句で広めやすくした。隋末唐初の李播は『天文大象賦』を著し、詩賦を用いて全天の星官を描写した。隋の星官体系は非常に発展していたが、二つの弱点もあった。一つは、三家星の区別を過度に強調し、星空を二元的な体系にしてしまったこと。もう一つは、拱極区と黄道の間にいくつか空白の地域があり、命名されていない星が多かったことである。隋は博物学を推奨し、当時、多くの地方誌（または図志、図経）が登場した。隋は全国で方志の編纂を奨励し、『諸郡物産土俗記』『区宇図志』『諸州図経集』が著された。煬帝は全国の諸郡に風俗物産地図を提出させ、それに基づいて『物産土俗記』と『区宇図志』が編纂された。朗蔚之は各地の図経を集めて『隋諸州図経集』二百巻を作成した。裴矩は大業年間に張掖で互市を管理し、西域の商人や書物から得た情報を基に、『西域図記』を編纂した。この本には敦煌から中央アジア諸国、さらには地中海までの三つの絲路についても記載されている。
建築学においては、李春、宇文愷、何稠が著名である。610年、李春は現在の河北省趙県洨河に安済橋を建設した。安済橋は現存する最古の両肩に開口部をもつ石造アーチ橋であり、橋のアーチには大きな間隔と低い扁平率があり、水上の船舶が通行しやすい構造となっており、中国建築史上の重要な成果の一つである。宇文愷は煬帝のために観風行殿を作り、殿下に輪軸を設置して、容易に分割したり、合成して数百人を収容する大殿にすることができた。何稠は六合城を作り、攻城の際、夜のうちに周囲8里、高さ10仞の大城を構築でき、城上に甲士を並べ、旗を立てることができた。また、何稠は緑磁で精巧なガラスの模造品を作ることができ、それは本物と見分けがつかないほどだった。
隋の医学は非常に発展しており、大医署が設立された。臨床医学では分科が進み、大医署は医学と薬学の二部門を設置し、学生を指導した。医学はさらに医、針、按摩、呪禁の四科に分かれ、その中でも医科は体療（内科）、少小（小児科）、瘡腫（外科）、耳目口齒及び角法（現在のカッピング療法）など五つの専門分野に分かれた。南朝の医学の進歩により、隋では南北の医師が交流し、医学書が流通し、医学の発展に寄与した。『隋書·経籍志·子部·医方類』には多くの南朝の医書が記録されている。南方の名医である許智藏は煬帝の治療も行った。隋はまた、天竺や西域の医方書を十数種翻訳し、非常に豊富な知識を持っていた。隋の医学者で最も有名なのは巣元方で、彼は『諸病源候論』を著した。これは中国で初めて病気の分類、病因、病理について詳述した書であり、腸の吻合手術によって外傷の断腸を治療したことが、中国外科手術史上の重要な成果とされている。しかし、『諸病源候論』には誤りも多く、例えば『九虫候』では「蟯虫が人間の腸内に存在し、変化多端で、発動すれば癬となり、その癬の中に虫がいる」と記載されているが、実際には蟯虫と癬には関係がない。煬帝は大業年間に『四海類聚方』を編纂し、全2600巻で理論を述べており、『諸病源候論』とともに相互補完的な役割を果たした。

## 国際関係

### 日本
ヤマト政権の推古天皇の摂政であった聖徳太子は遣隋使を5回以上派遣して隋の文化を輸入した。仏教意識が強く、『隋書』内の遣隋使の言葉の中で煬帝に対して「海西の菩薩天子」と呼びかけ、留学僧数十人を派遣している。小野妹子が煬帝の家臣である裴世清を連れて帰国した。

### 朝鮮半島
高句麗は、分裂が解消された中国の勢力を恐れ、突厥と組んで隋王朝に対抗しようとしたが、結局は煬帝と朝鮮諸国による複数の遠征によって阻まれた。しかし、結局滅亡に追い込まれることはなく、滅亡したのは次の唐王朝の時代になってからである。

### 西域
隋王朝は西域の支配も確立した。以前の王朝が本土の戦争によって西域の支配がおろそかになって多くの国が独立したが、隋王朝はその多くを奪還し、また突厥に対しても西域の一部を奪取することに成功した。これらの出来事は、後の国際的な文化の発展につながってくる。

### 突厥
突厥には、嫁いだ隋の宗室の娘である義成公主がおり、君主の妃となった。

## 隋の皇帝一覧
1. 文帝（楊堅、在位581年 - 604年）
2. 煬帝（楊広、在位604年 - 618年） 文帝の子。
3. 恭帝侑（楊侑、在位617年 - 618年） 煬帝の孫。李淵に擁立される。

- 秦王（楊浩、在位618年） 煬帝の弟の秦孝王楊俊の子。宇文化及に擁立されるが、正史では歴代皇帝に数えられない。
- 皇泰主（楊侗、在位618年 - 619年） 煬帝の孫で、楊侑の兄。王世充・元文都らに擁立されるが、正史では歴代皇帝に数えられない。

### 皇帝略歴
文帝
- 出生 - 541年
- 姓名 - 楊堅
- 父 - 楊忠
- 妻 - 独孤伽羅
- 子供 -

男子5人
女子1人（北周の宣帝宇文贇の皇后の楊麗華）
- 即位前の地位 - 北周の静帝宇文闡の摂政
- 即位 - 581年
- 没年 - 604年
- 陵墓 - 太陵（陝西省）
- 諡号 - 文帝

煬帝
- 出生 - 569年
- 姓名 - 楊広
- 父 - 楊堅
- 母 - 独孤皇后
- 妻 - 蕭皇后（後梁の出身）
- 即位前の称号 - 太子
- 即位 - 604年
- 没年 - 618年
- 諡号 - 煬帝

恭帝
- 出生 - 611年頃
- 姓名 - 楊侑
- 家系 - 楊広の孫
- 即位 - 617年
- 没年 - 619年
- 諡号 - 恭帝

## 系図
| 楊禎 | 楊禎 | 楊禎 | 楊禎 | 楊禎 | 楊禎 |  |  |              |              |              |              |              |              |  |  |             |             |             |             |             |             |  |  | 廃太子房陵王勇 | 廃太子房陵王勇 | 廃太子房陵王勇 | 廃太子房陵王勇 | 廃太子房陵王勇 | 廃太子房陵王勇 |  |  |            |            |            |            |            |            |  |  | 燕王倓            | 燕王倓            | 燕王倓            | 燕王倓            | 燕王倓            | 燕王倓            |  |  |
| 楊禎 | 楊禎 | 楊禎 | 楊禎 | 楊禎 | 楊禎 |  |  |              |              |              |              |              |              |  |  |             |             |             |             |             |             |  |  | 廃太子房陵王勇 | 廃太子房陵王勇 | 廃太子房陵王勇 | 廃太子房陵王勇 | 廃太子房陵王勇 | 廃太子房陵王勇 |  |  |            |            |            |            |            |            |  |  | 燕王倓            | 燕王倓            | 燕王倓            | 燕王倓            | 燕王倓            | 燕王倓            |  |  |
|      |      |      |      |      |      |  |  | 武元皇帝忠   | 武元皇帝忠   | 武元皇帝忠   | 武元皇帝忠   | 武元皇帝忠   | 武元皇帝忠   |  |  |             |             |             |             |             |             |  |  |                |                |                |                |                |                |  |  | 元徳太子昭 | 元徳太子昭 | 元徳太子昭 | 元徳太子昭 | 元徳太子昭 | 元徳太子昭 |  |  |                   |                   |                   |                   |                   |                   |  |  |
|      |      |      |      |      |      |  |  | 武元皇帝忠   | 武元皇帝忠   | 武元皇帝忠   | 武元皇帝忠   | 武元皇帝忠   | 武元皇帝忠   |  |  |             |             |             |             |             |             |  |  |                |                |                |                |                |                |  |  | 元徳太子昭 | 元徳太子昭 | 元徳太子昭 | 元徳太子昭 | 元徳太子昭 | 元徳太子昭 |  |  |                   |                   |                   |                   |                   |                   |  |  |
| 蓋氏 | 蓋氏 | 蓋氏 | 蓋氏 | 蓋氏 | 蓋氏 |  |  |              |              |              |              |              |              |  |  | 1高祖文帝堅 | 1高祖文帝堅 | 1高祖文帝堅 | 1高祖文帝堅 | 1高祖文帝堅 | 1高祖文帝堅 |  |  | 蕭皇后         | 蕭皇后         | 蕭皇后         | 蕭皇后         | 蕭皇后         | 蕭皇后         |  |  |            |            |            |            |            |            |  |  | 4恭帝侗（皇泰主） | 4恭帝侗（皇泰主） | 4恭帝侗（皇泰主） | 4恭帝侗（皇泰主） | 4恭帝侗（皇泰主） | 4恭帝侗（皇泰主） |  |  |
| 蓋氏 | 蓋氏 | 蓋氏 | 蓋氏 | 蓋氏 | 蓋氏 |  |  |              |              |              |              |              |              |  |  | 1高祖文帝堅 | 1高祖文帝堅 | 1高祖文帝堅 | 1高祖文帝堅 | 1高祖文帝堅 | 1高祖文帝堅 |  |  | 蕭皇后         | 蕭皇后         | 蕭皇后         | 蕭皇后         | 蕭皇后         | 蕭皇后         |  |  |            |            |            |            |            |            |  |  | 4恭帝侗（皇泰主） | 4恭帝侗（皇泰主） | 4恭帝侗（皇泰主） | 4恭帝侗（皇泰主） | 4恭帝侗（皇泰主） | 4恭帝侗（皇泰主） |  |  |
|      |      |      |      |      |      |  |  | 元明皇后呂氏 | 元明皇后呂氏 | 元明皇后呂氏 | 元明皇后呂氏 | 元明皇后呂氏 | 元明皇后呂氏 |  |  |             |             |             |             |             |             |  |  |                |                |                |                |                |                |  |  | 斉王暕     | 斉王暕     | 斉王暕     | 斉王暕     | 斉王暕     | 斉王暕     |  |  |                   |                   |                   |                   |                   |                   |  |  |
|      |      |      |      |      |      |  |  | 元明皇后呂氏 | 元明皇后呂氏 | 元明皇后呂氏 | 元明皇后呂氏 | 元明皇后呂氏 | 元明皇后呂氏 |  |  |             |             |             |             |             |             |  |  |                |                |                |                |                |                |  |  | 斉王暕     | 斉王暕     | 斉王暕     | 斉王暕     | 斉王暕     | 斉王暕     |  |  |                   |                   |                   |                   |                   |                   |  |  |
|      |      |      |      |      |      |  |  |              |              |              |              |              |              |  |  | 蔡王整      | 蔡王整      | 蔡王整      | 蔡王整      | 蔡王整      | 蔡王整      |  |  | 2世祖煬帝広    | 2世祖煬帝広    | 2世祖煬帝広    | 2世祖煬帝広    | 2世祖煬帝広    | 2世祖煬帝広    |  |  |            |            |            |            |            |            |  |  | 3恭帝侑           | 3恭帝侑           | 3恭帝侑           | 3恭帝侑           | 3恭帝侑           | 3恭帝侑           |  |  |
|      |      |      |      |      |      |  |  |              |              |              |              |              |              |  |  | 蔡王整      | 蔡王整      | 蔡王整      | 蔡王整      | 蔡王整      | 蔡王整      |  |  | 2世祖煬帝広    | 2世祖煬帝広    | 2世祖煬帝広    | 2世祖煬帝広    | 2世祖煬帝広    | 2世祖煬帝広    |  |  |            |            |            |            |            |            |  |  | 3恭帝侑           | 3恭帝侑           | 3恭帝侑           | 3恭帝侑           | 3恭帝侑           | 3恭帝侑           |  |  |
|      |      |      |      |      |      |  |  |              |              |              |              |              |              |  |  |             |             |             |             |             |             |  |  |                |                |                |                |                |                |  |  | 趙王杲     |            |            |            |            |            |  |  |                   |                   |                   |                   |                   |                   |  |  |
|      |      |      |      |      |      |  |  |              |              |              |              |              |              |  |  |             |             |             |             |             |             |  |  |                |                |                |                |                |                |  |  |            |            |            |            |            |            |  |  |                   |                   |                   |                   |                   |                   |  |  |
|      |      |      |      |      |      |  |  |              |              |              |              |              |              |  |  | 滕王瓚      | 滕王瓚      | 滕王瓚      | 滕王瓚      | 滕王瓚      | 滕王瓚      |  |  | 蕭嬪           | 蕭嬪           | 蕭嬪           | 蕭嬪           | 蕭嬪           | 蕭嬪           |  |  |            |            |            |            |            |            |  |  |                   |                   |                   |                   |                   |                   |  |  |
|      |      |      |      |      |      |  |  |              |              |              |              |              |              |  |  | 滕王瓚      | 滕王瓚      | 滕王瓚      | 滕王瓚      | 滕王瓚      | 滕王瓚      |  |  | 蕭嬪           | 蕭嬪           | 蕭嬪           | 蕭嬪           | 蕭嬪           | 蕭嬪           |  |  |            |            |            |            |            |            |  |  |                   |                   |                   |                   |                   |                   |  |  |
|      |      |      |      |      |      |  |  |              |              |              |              |              |              |  |  |             |             |             |             |             |             |  |  |                |                |                |                |                |                |  |  |            |            |            |            |            |            |  |  |                   |                   |                   |                   |                   |                   |  |  |
|      |      |      |      |      |      |  |  |              |              |              |              |              |              |  |  | 道王嵩      | 道王嵩      | 道王嵩      | 道王嵩      | 道王嵩      | 道王嵩      |  |  | 秦王俊         | 秦王俊         | 秦王俊         | 秦王俊         | 秦王俊         | 秦王俊         |  |  | 5秦王浩    | 5秦王浩    | 5秦王浩    | 5秦王浩    | 5秦王浩    | 5秦王浩    |  |  |                   |                   |                   |                   |                   |                   |  |  |
|      |      |      |      |      |      |  |  |              |              |              |              |              |              |  |  | 道王嵩      | 道王嵩      | 道王嵩      | 道王嵩      | 道王嵩      | 道王嵩      |  |  | 秦王俊         | 秦王俊         | 秦王俊         | 秦王俊         | 秦王俊         | 秦王俊         |  |  | 5秦王浩    | 5秦王浩    | 5秦王浩    | 5秦王浩    | 5秦王浩    | 5秦王浩    |  |  |                   |                   |                   |                   |                   |                   |  |  |
|      |      |      |      |      |      |  |  |              |              |              |              |              |              |  |  |             |             |             |             |             |             |  |  |                |                |                |                |                |                |  |  |            |            |            |            |            |            |  |  |                   |                   |                   |                   |                   |                   |  |  |
|      |      |      |      |      |      |  |  |              |              |              |              |              |              |  |  | 衛王爽      | 衛王爽      | 衛王爽      | 衛王爽      | 衛王爽      | 衛王爽      |  |  | 楊秀           | 楊秀           | 楊秀           | 楊秀           | 楊秀           | 楊秀           |  |  |            |            |            |            |            |            |  |  |                   |                   |                   |                   |                   |                   |  |  |
|      |      |      |      |      |      |  |  |              |              |              |              |              |              |  |  | 衛王爽      | 衛王爽      | 衛王爽      | 衛王爽      | 衛王爽      | 衛王爽      |  |  | 楊秀           | 楊秀           | 楊秀           | 楊秀           | 楊秀           | 楊秀           |  |  |            |            |            |            |            |            |  |  |                   |                   |                   |                   |                   |                   |  |  |
|      |      |      |      |      |      |  |  |              |              |              |              |              |              |  |  |             |             |             |             |             |             |  |  |                |                |                |                |                |                |  |  |            |            |            |            |            |            |  |  |                   |                   |                   |                   |                   |                   |  |  |
|      |      |      |      |      |      |  |  |              |              |              |              |              |              |  |  |             |             |             |             |             |             |  |  | 楊諒           |                |                |                |                |                |  |  |            |            |            |            |            |            |  |  |                   |                   |                   |                   |                   |                   |  |  |
|      |      |      |      |      |      |  |  |              |              |              |              |              |              |  |  |             |             |             |             |             |             |  |  |                |                |                |                |                |                |  |  |            |            |            |            |            |            |  |  |                   |                   |                   |                   |                   |                   |  |  |

## 年号
1. 開皇（581年 - 600年）
2. 仁寿（601年 - 604年）
3. 大業（605年 - 618年）
4. 義寧（617年 - 618年）
5. 皇泰（618年 - 619年）